# Winter-Paralympics 2018
Die XII. Winter-Paralympics wurden in der südkoreanischen Stadt Pyeongchang ausgetragen. Die Paralympics sind das wichtigste sportliche Großereignis für Menschen mit körperlicher Behinderung und fanden im Anschluss an die Olympischen Winterspiele 2018 vom 9. bis 18. März 2018 statt. Der Vertrag der Austragungsländer mit dem Internationalen Olympischen Komitee (IOC) legt fest, dass die Paralympics denselben Austragungsort wie die Olympischen Spiele verwenden.
Es waren nach den Sommerspielen 1988 in Seoul die zweiten Olympischen und Paralympischen Spiele in Südkorea. Für Pyeongchang war es nach den knapp gescheiterten Bewerbungen 2010 und 2014 der dritte Anlauf einer Bewerbung. Für die Ausrichtung hatten sich auch Annecy und München beworben.

## Auswahl des Austragungsortes
Die Entscheidung über den Ausrichter der Paralympics 2018 und der Olympischen Winterspiele 2018 fällte das Internationale Olympische Komitee (IOC) im Rahmen seines Kongresses in Durban am 6. Juli 2011. Pyeongchang setzte sich dabei gegen München und gegen Annecy (Frankreich) durch.
| Stadt       | Land        | Wahlergebnis |
| Pyeongchang | Südkorea    | 63           |
| München     | Deutschland | 25           |
| Annecy      | Frankreich  | 7            |

## Wettkampfstätten

### Alpensia Resort („Schneeregion“)
- Alpensia Biathlon Centre – Biathlon
- Alpensia Cross-Country Skiing Centre – Skilanglauf
- Olympiapark Hoenggye – Eröffnungs- und Schlussfeier, Siegerehrungen[4]
- Yongpyong Ski Resort – Ski Alpin
- Paralympisches Dorf

### Gangneung („Küstenregion“)
- Gangneung Curling Centre – Rollstuhlcurling
- Kwandong Hockey Centre – Para-Eishockey
- Gangneung Hockey Centre – Para-Eishockey

### Bongpyeong-myeon
- Phoenix Snow Park – Snowboard

## Teilnehmende Nationen
Insgesamt nahmen 49 Nationen mit über 570 Sportlerinnen und Sportlern teil.
In Klammern die Anzahl der jeweiligen Teilnehmer.
| Europa | Europa | Europa |
| --- | --- | --- |
| - Andorra (1) - Belgien (2) - Bosnien und Herzegowina (1) - Bulgarien (2) - Dänemark (1) - Deutschland (28) - Finnland (14) - Frankreich (16) - Georgien (2) - Griechenland (1) | - Großbritannien (15) - Island (1) - Italien (25) - Kroatien (8) - Niederlande (9) - Norwegen (34) - Österreich (13) - Polen (12) - Rumänien (1) - Schweden (25) | - Schweiz (13) - Serbien (1) - Slowakei (11) - Slowenien (1) - Spanien (3) - Tschechien (21) - Türkei (1) - Ungarn (2) - Ukraine (39) - Belarus (20) |
| Amerika | | |
| - Argentinien (2) - Brasilien (3) | - Chile (4) - Kanada (64) | - Mexiko (1) - Vereinigte Staaten (74) |
| Asien | | |
| - Armenien (1) - Volksrepublik China (31) - Iran (5) - Japan (45) | - Kasachstan (9) - Mongolei (1) - Nordkorea (2) - Südkorea (42)                                                                                                  | - Tadschikistan (1) - Usbekistan (1) |
| Ozeanien | | |
| - Australien (12) | - Neuseeland (3) | |
| Weitere Teilnehmer | | |
| - IPC (42) | | |

## Sportarten und Zeitplan
Bei den Winter-Paralympics in Pyeongchang wurden 80 Wettbewerbe, aufgeteilt auf 6 Sportarten, abgehalten. Die Snowboarding-Events wurden erstmals als eigene Sportart geführt, nicht mehr als Teil des Ski-Alpin-Programms.
Legende zum nachfolgend dargestellten Wettkampfprogramm:

Letzte Spalte: Gesamtanzahl der Entscheidungen in den einzelnen Sportarten
| Eröffnung               |    |     |     |     |     |     |     |     |     |     |        |
| Biathlon                |    | 6   |     |     | 6   |     |     | 6   |     |     | 18     |
| Rollstuhlcurling        |    |     |     |     |     |     |     |     | 1   |     | 1      |
| Para-Eishockey          |    |     |     |     |     |     |     |     |     | 1   | 1      |
| Ski Alpin               |    | 6   | 6   |     | 6   | 3   | 3   |     | 3   | 3   | 30     |
| Skilanglauf             |    |     | 2   | 4   |     | 6   |     |     | 6   | 2   | 20     |
| Snowboard               |    |     |     | 5   |     |     |     | 5   |     |     | 10     |
| Abschluss               |    |     |     |     |     |     |     |     |     |     |        |
| Medaillenentscheidungen |    | 12  | 8   | 9   | 12  | 9   | 3   | 11  | 10  | 6   | 80     |
|                         | Fr | Sa  | So  | Mo  | Di  | Mi  | Do  | Fr  | Sa  | So  | Gesamt |
| März                    | 9. | 10. | 11. | 12. | 13. | 14. | 15. | 16. | 17. | 18. |        |

## Maskottchen
Das offizielle Maskottchen der Spiele war Bandabi, ein Asiatischer Schwarzbär, der die Entschlossenheit, den Mut und den starken Willen der paralympischen Athleten symbolisieren soll.